# Colli del Trasimeno Cabernet Sauvignon
Il Colli del Trasimeno Cabernet Sauvignon è un vino DOC la cui produzione è consentita nella provincia di Perugia.

## Caratteristiche organolettiche
- colore: rosso rubino intenso con lievi riflessi violacei tendente al granato con l'invecchiamento
- odore: intenso, persistente, caratteristico
- sapore: asciutto, con retrogusto caratteristico, delicatamente erbaceo

## Produzione
Provincia, stagione, volume in ettolitri
- nessun dato disponibile